# Хижняк, Александр Николаевич
Александр Николаевич Хижняк (бел. Аляксандр Мікалаевіч Хіжняк; род. 16 марта 1978, Хойники, Хойникский район, Гомельская область, БССР, СССР) — белорусский политический деятель, председатель Республиканской партии труда и справедливости. Депутат Минского городского Совета депутатов двадцать восьмого и двадцать девятого созывов (с 2018 года). Кандидат в Президенты Республики Беларусь (2025).

## Биография
Александр Николаевич Хижняк родился 16 марта 1978 года в городе Хойники Гомельской области в семье служащих. В 1986 году после аварии на ЧАЭС семья переехала на постоянное место жительства в Минскую область. С 1996 года проживает в Минске.
Окончил Белорусский коммерческий университет управления по специальности «Правоведение» и Академию управления при Президенте Республики Беларусь по специальностям «Государственное управление и идеология» и «Антикризисное управление».
С 1999 по 2007 годы работал в ОАО «Институт «Белгипроагропищепром» ведущим юрисконсультом, начальником информационно-правового отдела, главным юрисконсультом.
С 2007 года работает в научно-проектном республиканском унитарном предприятии «БЕЛНИИПГРАДОСТРОИТЕЛЬСТВА». С 2015 года — директор данного предприятия.
18 февраля 2018 года был избран депутатом Минского городского Совета депутатов XXVIII созыва, от Каменногорского (Неманского) избирательного округа № 35 Фрунзенского района. Председатель постоянной комиссии Мингорсовета по градостроительству, жилищной политике, землепользованию и экологии.

### Президентские выборы в Беларуси 2025 года
30 октября 2024 года Александр Хижняк подал документы в ЦИК и выдвинулся в кандидаты в Президенты Республики Беларусь. 23 декабря официально зарегистрирован кандидатом. Стал первым кандидатом в президенты от Республиканской партии труда и справедливости c 1994 года.
По результатам выборов набрал 1,74 % голосов избирателей, заняв последнее место.

## Личная жизнь
Жена, Алёна Александровна, является музейным работником Дворца культуры профсоюзов. Имеет троих сыновей — Никиту, Владислава и Максима. Хобби — рыбалка, в детстве увлекался греко-римской борьбой.